# Atractus alphonsehogei
Atractus alphonsehogei är en ormart som beskrevs av da Cunha och do Nascimento 1983. Atractus alphonsehogei ingår i släktet Atractus och familjen snokar. Inga underarter finns listade.
Arten förekommer i Brasilien i delstaterna Amazonas, Maranhão och Pará. Honor lägger ägg.